# Todor Aleksiev
Todor Nikolaev Aleksiev (in bulgaro Тодор Николаев Алексиев?; Plovdiv, 21 aprile 1983) è un pallavolista bulgaro.
Gioca nel ruolo di schiacciatore nell'Olympiakos.

## Palmarès

### Club
- Campionato bulgaro: 2

2004-05, 2005-06
- Campionato argentino: 2

2015-16, 2016-17
- Campionato greco: 1

2017-18
- Coppa di Bulgaria: 1

2005-06
- Coppa di Lega: 2

2017-18, 2018-19
- Coppa Máster: 1

2015

### Nazionale (competizioni minori)
- Campionato mondiale under 21 2003
- Giochi europei 2015

### Premi individuali
- 2012 - World League: Miglior realizzatore
- 2012 - World League: Miglior ricevitore
- 2013 - Campionato europeo: Miglior ricevitore
- 2018 - Volley League: MVP